# Discografia degli Alabama
Gli Alabama sono un gruppo di musica country, nella loro carriera hanno pubblicato più di cinquanta album.
Tra i gruppi più popolari di sempre, gli Alabama hanno pubblicato 26 album in studio, 6 dal vivo e 22 raccolte.

## Album in studio

### Anni '70
| Anno | Titolo             |
| ---- | ------------------ |
| 1976 | Wild Country       |
| 1977 | Deuces Wild        |
| 1979 | Alabama Band No. 3 |

### Anni '80
| Anno | Titolo                | Massima posizione in classifica | Massima posizione in classifica | Massima posizione in classifica | Massima posizione in classifica |
| Anno | Titolo                | US Country                      | US                              | CAN Country                     | CAN                             |
| ---- | --------------------- | ------------------------------- | ------------------------------- | ------------------------------- | ------------------------------- |
| 1980 | My Home's in Alabama  | 3                               | 71                              | 1                               | —                               |
| 1981 | Feels So Right        | 1                               | 16                              | —                               | —                               |
| 1982 | Mountain Music        | 1                               | 14                              | —                               | 38                              |
| 1983 | The Closer You Get... | 1                               | 10                              | —                               | 17                              |
| 1984 | Roll On               | 1                               | 21                              | —                               | 37                              |
| 1985 | 40-Hour Week          | 1                               | 28                              | —                               | 69                              |
| 1985 | Alabama Christmas     | 8                               | 75                              | —                               | —                               |
| 1986 | The Touch             | 1                               | 42                              | —                               | 88                              |
| 1987 | Just Us               | 1                               | 55                              | —                               | —                               |
| 1989 | Southern Star         | 1                               | 62                              | 4                               | —                               |

### Anni '90
| Anno | Titolo                   | Massima posizione in classifica | Massima posizione in classifica | Massima posizione in classifica | Massima posizione in classifica |
| Anno | Titolo                   | US Country                      | US                              | CAN Country                     | CAN                             |
| ---- | ------------------------ | ------------------------------- | ------------------------------- | ------------------------------- | ------------------------------- |
| 1990 | Pass It On Down          | 3                               | 57                              | —                               | —                               |
| 1992 | American Pride           | 11                              | 46                              | 4                               | 62                              |
| 1993 | Cheap Seats              | 16                              | 76                              | 4                               | —                               |
| 1995 | In Pictures              | 12                              | 100                             | 10                              | —                               |
| 1996 | Christmas Vol. II        | 18                              | 177                             | —                               | —                               |
| 1997 | Dancin' on the Boulevard | 5                               | 55                              | 2                               | —                               |
| 1999 | Twentieth Century        | 5                               | 51                              | 5                               | —                               |

### Anni '2000 e '2010
| Anno | Titolo                                    | Massima posizione in classifica | Massima posizione in classifica |
| Anno | Titolo                                    | US Country                      | US                              |
| ---- | ----------------------------------------- | ------------------------------- | ------------------------------- |
| 2001 | When It All Goes South                    | 4                               | 37                              |
| 2006 | Songs of Inspiration                      | 1                               | 15                              |
| 2007 | Songs of Inspiration II                   | 3                               | 33                              |
| 2014 | Angels Among Us: Hymns & Gospel Favorites | 6                               | 33                              |
| 2015 | Southern Drawl                            | 2                               | 14                              |
| 2017 | American Christmas                        | —                               | —                               |

## Raccolte

### Dal 1980 al 2000
| Anno | Titolo                                                 | Classifiche | Classifiche | Classifiche | Classifiche |
| Anno | Titolo                                                 | US Country  | US          | CAN Country | CAN         |
| ---- | ------------------------------------------------------ | ----------- | ----------- | ----------- | ----------- |
| 1982 | Alabama: Wild Country                                  | —           | —           | —           | —           |
| 1986 | Greatest Hits                                          | 1           | 24          | —           | 64          |
| 1991 | Greatest Hits Vol. II                                  | 10          | 72          | 13          | —           |
| 1993 | For Our Fans                                           | —           | —           | 2           | 48          |
| 1994 | Christmas with The Judds and Alabama (con i The Judds) | 61          | —           | —           | —           |
| 1994 | Greatest Hits Vol. III                                 | 8           | 56          | —           | —           |
| 1996 | Super Hits                                             | 46          | —           | —           | —           |
| 1997 | Born Country                                           | 75          | —           | —           | —           |
| 1998 | Super Hits II                                          | 59          | —           | —           | —           |
| 1998 | The Essential Alabama                                  | 63          | —           | —           | —           |
| 1998 | For the Record                                         | 2           | 13          | 4           | —           |

### Dal 2000 a oggi
| Anno | Titolo                                                         | Classifiche | Classifiche | Classifiche |
| Anno | Titolo                                                         | US Country  | US          | CAN         |
| ---- | -------------------------------------------------------------- | ----------- | ----------- | ----------- |
| 2003 | In the Mood: The Love Songs                                    | 4           | 15          | —           |
| 2003 | The American Farewell Tour                                     | 6           | 64          | —           |
| 2004 | The Ultimate Alabama                                           | 10          | 52          | —           |
| 2005 | The Essential Alabama                                          | 52          | —           | —           |
| 2006 | Livin' Lovin' Rockin' Rollin': The 25th Anniversary Collection | 28          | 120         | —           |
| 2006 | Christmas Collection                                           | 62          | —           | —           |
| 2007 | 16 Biggest Hits                                                | 40          | —           | —           |
| 2008 | Playlist: The Very Best of Alabama                             | 68          | —           | —           |
| 2009 | Mountain Music: The Best of Alabama                            | —           | —           | 85          |
| 2013 | Country: Alabama                                               | 59          | —           | —           |
| 2013 | The Classic Christmas Album                                    | 46          | —           | —           |

## Album dal vivo
| Anno | Titolo                                 | Classifiche | Classifiche |
| Anno | Titolo                                 | US Country  | US          |
| ---- | -------------------------------------- | ----------- | ----------- |
| 1988 | Alabama Live                           | 1           | 76          |
| 1993 | Gonna Have a Party... Live             | —           | —           |
| 2007 | The Last Stand                         | —           | —           |
| 2010 | Setlist: The Very Best of Alabama Live | 72          | —           |
| 2014 | Alabama & Friends At the Ryman         | 29          | —           |
| 2015 | Live On The Road                       | —           | —           |

## Singoli
| Anno | Titolo             | Classifiche | Classifiche |
| Anno | Titolo             | US Country  | US          |
| ---- | ------------------ | ----------- | ----------- |
| 1992 | Take a Little Trip | —           | —           |